# Ludwig Elkan
Louis (Ludvig, Ludwig) Elkan (1815 - Berlín, 1851) fue un botánico alemán.

## Obra
- Carl August Patze, Ernst Heinrich Friedrich Meyer, Ludwig Elkan. 1850. Flora der Provinz Preussen ( Flora de la Provincia de Prusia). Ed. Bornträger. 599 pp.
- [839. Tentamen monographiae generis Papaver. 36 pp.

## Reconocimientos
En su honor se nombró:
Género
- (Urticaceae) Elkania Schlecht. ex Wedd.[1]